# Alpioniscus heroldii
Alpioniscus heroldii là một loài chân đều trong họ Trichoniscidae. Loài này được Verhoeff miêu tả khoa học năm 1931.